# Michel Melamed
Michel Melamed (Rio de Janeiro, 10 de março de 1976) é um apresentador, ator, poeta, autor teatral e diretor teatral brasileiro.

## Carreira

### Poesia e teatro
Melamed começou como poeta aos quinze anos, apresentando-se com o Terças Poéticas, que reunia autores consagrados como João Cabral de Mello Neto, Ferreira Gullar, Antônio Houaiss e jovens autores. Participou da fundação e dirigiu o Centro de Experimentação Poética CEP 20.000, em conjunto com os poetas Chacal e Guilherme Zarvos com eventos mensais no Espaço Cultural Sérgio Porto e publicações. Através do grupo, Melamed teve diversos poemas publicados em antologias e CDs gravados. Em 2002 atuou, ao lado de Matheus Nachtergaele e Marcélia Cartaxo, no espetáculo Woyzeck, o Brasileiro. Michel Melamed estreou como autor no espetáculo Regurgitofagia (2004), em que utilizou a integração de linguagens como teatro, poesia falada e artes plásticas para fazer uma crítica contundente e bem-humorada do mundo contemporâneo Contemplado com a Bolsa Rioarte, segmento Arte e Tecnologia, o espetáculo estreou no Rio de Janeiro no mês de abril de 2004, tendo também apresentações especiais em Nova Iorque, Paris e Berlim. O texto foi publicado em livro.
Premiado com o FATE, o segundo espetáculo de Michel, Dinheiro Grátis, estreou no Rio de Janeiro em janeiro de 2006, sendo uma reflexão sobre a mercantilização das relações sociais e a presença constante do dinheiro como ordenador da vida humana. Homemúsica, a terceira parte de sua Trilogia Brasileira, estreou no segundo semestre de 2007, vindo a receber o Prêmio Myrian Muniz de apoio à pesquisa teatral da Funarte. Em 2009, Antidinheiro Grátis foi apresentado como epilogo da Trilogia Brasileira. Também em 2009 foi um dos nomes escolhidos pela crítica literária Heloísa Teixeira para compor a antologia digital Enter.
Entre seus outros espetáculos, destacam-se Adeusàcarne ou Go To Brazil e Monólogo Público. Michel foi contemplado em 2011, com a Bolsa Funarte para uma residência de 6 meses em Nova York, onde criou e dirigiu o espetáculo Seewatchlook.

### Televisão
Na televisão, Michel Melamed já participou de diversos programas. Em 1998, começou apresentando Profissão Talento na Band, que logo passou a também roteirizar e dirigir. Na GNT apresentou Movimento GNT (2000-2002) e Armazém 41 (2003-2005). Na TVE Brasil, fez parte da equipe dos programas Comentário Geral (2003-2005) e Recorte Cultural (2005-2009), indicado na categoria TV ao "Prêmio Faz Diferença". Como ator, interpretou Dom Casmurro na microssérie "Capitu" da rede Globo, que foi ao ar em dezembro de 2008. Em 2009, roteirizou e dirigiu com Nelson Hoineff o programa Celebridades do Brasil, no Canal Brasil, o qual não apresentou.
Em 2010, Michel Melamed criou, escreveu, dirigiu e apresentou a série Campeões de Audiência no Canal Brasil. Em 11 de novembro de 2010, protagonizou e roteirizou a minissérie "Afinal, o Que Querem as Mulheres?" de Luiz Fernando Carvalho. Por este trabalho recebeu diversos prêmios, entre eles, o Prêmio Arte Qualidade Brasil de melhor ator. Em 2011 roteirizou e protagonizou a série Seewatchlook, no Canal Brasil.
Em 2014, esteve na série policial A Teia, da Rede Globo. Em 2015, interpreta o personagem Ariel, na 86ª "novela das seis" da Rede Globo, Além do Tempo. Em 2016 esteve na série Dois Irmãos. Neste mesmo ano, criou, apresentou e dirigiu o programa Bipolar Show no Canal Brasil, a primeira atração performática da tv brasileira. O programa teve três temporadas e foi indicado a diversos prêmios, entre eles o APCA 2017.

## Vida pessoal
Michel Melamed mantinha uma união estável com a atriz Letícia Colin de 2016 até 2024. Em 2019, nasceu seu primeiro filho com a atriz, que recebeu o nome de Uri Colin Melamed.  Por sua descendência de uma família judaica israelita, foi escolhlido o nome Uri, de origem hebraica, comum em Israel, que significa minha luz.

## Filmografia

### Televisão
| Ano       | Título                            | Cargo / Personagem               | Notas                         |
| --------- | --------------------------------- | -------------------------------- | ----------------------------- |
| 1998–1999 | Profissão Talento                 | Apresentador                     |                               |
| 2000–2002 | Movimento GNT                     | Apresentador                     |                               |
| 2003–2005 | Armazém 41                        | Apresentador                     |                               |
| 2003–2005 | Comentário Geral                  | Apresentador                     |                               |
| 2005–2009 | Recorte Cultural                  | Apresentador                     |                               |
| 2008      | Capitu                            | Bento de Albuquerque (Bentinho)  |                               |
| 2010      | Afinal, o Que Querem as Mulheres? | André Newmann                    |                               |
| 2010      | Campeões de Audiência             | Apresentador                     |                               |
| 2013      | Do Amor                           | Pedro Vitor                      | Episódio: "Lulu is Back"      |
| 2013      | Seewatchlook                      | Rubens                           |                               |
| 2014      | Seewatchlook.Doc                  | Ele mesmo                        |                               |
| 2014      | A Teia                            | Taborda                          |                               |
| 2015      | Além do Tempo                     | Ariel                            |                               |
| 2015–2018 | Bipolar Show                      | Apresentador / Criador / Diretor |                               |
| 2017      | Dois Irmãos                       | Antenor                          | Episódios: "11–13 de janeiro" |
| 2017      | Cidade Proibida                   | Cordeiro                         | Episódio: "Caso Lupi"         |
| 2017      | Edifício Paraíso                  | Marcelo de Barros                |                               |
| 2019      | Cine Holliúdy                     | Lourival Neto                    | Episódio: "10"                |
| 2020      | Onde Está Meu Coração             | Alexandre                        |                               |
| 2024      | Lady Night                        | Supervisor artístico             |                               |

### Cinema
| Ano  | Título                                       | Personagem        | Notas             |
| ---- | -------------------------------------------- | ----------------- | ----------------- |
| 2006 | Brasília 18%                                 | Augusto dos Anjos |                   |
| 2014 | O Amuleto                                    | Reginaldo         |                   |
| 2014 | Rio, Eu Te Amo                               | Taxista           |                   |
| 2015 | Ninguém Ama Ninguém... Por Mais de Dois Anos | Eusébio           |                   |
| 2016 | A Frente Fria que a Chuva Traz               | Raposão           | também roteirista |
| 2016 | Vermelho Russo                               | Michel            |                   |

## Teatro
| Ano       | Título                        | Personagem         |
| --------- | ----------------------------- | ------------------ |
| 1992–1995 | Terças Poéticas               | Ele mesmo (poesia) |
| 2002–2003 | Woyzeck, o Brasileiro         | Woyzeck            |
| 2004      | Regurgitofagia                | Ele mesmo (poesia) |
| 2006      | Dinheiro Grátis               | Ele mesmo (poesia) |
| 2006      | De Repente Livros             | Felipe             |
| 2007      | Homemúsica                    | Ele mesmo (poesia) |
| 2009      | Antidinheiro Grátis           | Ele mesmo (poesia) |
| 2011      | Seewatchlook                  | Rubens             |
| 2012–2013 | Adeus à Carne ou Go To Brazil | Ele mesmo (poesia) |
| 2016–2018 | Monólogo Público              | Ele mesmo (poesia) |

## Prêmios e indicações
| Ano  | Premiação                          | Categoria                                                 | Indicação                                               | Resultado |
| ---- | ---------------------------------- | --------------------------------------------------------- | ------------------------------------------------------- | --------- |
| 2006 | Prêmio Qualidade Brasil            | Melhor Espetáculo Teatral Comédia                         | Dinheiro Grátis                                         | Indicado  |
| 2006 | Prêmio Qualidade Brasil            | Melhor Ator Teatral Comédia                               | Dinheiro Grátis                                         | Indicado  |
| 2006 | Prêmio Qualidade Brasil            | Melhor Direção Teatral Comédia (com Alessandra Colasanti) | Dinheiro Grátis                                         | Indicado  |
| 2008 | Prêmio Contigo! de Teatro          | Melhor Autor                                              | Homemúsica                                              | Indicado  |
| 2009 | Prêmio Arte Qualidade Brasil       | Melhor Ator Minissérie de Televisão                       | Capitu                                                  | Indicado  |
| 2009 | Prêmio Contigo! de TV              | Melhor Ator Revelação                                     | Capitu                                                  | Indicado  |
| 2011 | Prêmio Qualidade Brasil            | Melhor Ator de Série ou Minissérie                        | Afinal, o Que Querem as Mulheres?                       | Venceu    |
| 2011 | Prêmio Contigo! de TV              | Melhor Ator de Série ou Minissérie                        | Afinal, o Que Querem as Mulheres?                       | Indicado  |
| 2012 | Prêmio Quem                        | Melhor Diretor de Teatro                                  | Adeus À Carne                                           | Indicado  |
| 2014 | Festival do Rio                    | Melhor Longa (Mostra Novos Rumos)                         | Seewatchlook - O que Você Vê Quando Olha o que Enxerga? | Indicado  |
| 2017 | Grande Prêmio do Cinema Brasileiro | Melhor Roteiro Adaptado (com Neville d'Almeida)           | A Frente Fria Que a Chuva Traz                          | Indicado  |
| 2017 | Prêmio ABRA de Roteiro             | Longa Metragem Ficção                                     | A Frente Fria Que a Chuva Traz                          | Indicado  |
| 2017 | Prêmio Botequim Cultural           | Autor (Original/Adaptado)                                 | Monólogo Público                                        | Indicado  |
| 2017 | Prêmio APCA de Televisão           | Melhor Programa                                           | Bipolar Show                                            | Indicado  |